# Castor 4
Castor 4 é um Estágio de foguete estadunidense fabricado pela Thiokol e usado como acelerador em foguetes Delta e como primeiro estágio em vários tipos de outros foguetes.